# Dudescu
Dudescu – wieś w Rumunii, w okręgu Braiła, w gminie Zăvoaia. W 2011 roku liczyła 814 mieszkańców.